# Paweł Orłowski
Paweł Orłowski (ur. 6 lutego 1976 w Gdyni) – polski polityk, samorządowiec, prawnik.
W latach 2006–2010 wiceprezydent Sopotu, poseł na Sejm VI kadencji, w latach 2011–2015 podsekretarz stanu w resortach związanych z rozwojem regionalnym, w latach 2016–2018 członek zarządu województwa pomorskiego.

## Życiorys
Ukończył studia na Wydziale Prawa i Administracji Uniwersytetu Gdańskiego, a także podyplomowe studium projektów europejskich. Pracował jako urzędnik administracji miejskiej w Sopocie, w 2002 został rzecznikiem prasowym prezydenta tego miasta, Jacka Karnowskiego. W wyborach w 2006 uzyskał mandat radnego rady miejskiej. Zrezygnował wkrótce z niego w związku z objęciem stanowiska wiceprezydenta miasta.
Z listy Platformy Obywatelskiej bez powodzenia kandydował w wyborach w 2007 do Sejmu w okręgu gdańskim. Po śmierci Arkadiusza Rybickiego w katastrofie polskiego Tu-154 w Smoleńsku uzyskał uprawnienie do objęcia po nim mandatu, na co wyraził zgodę. Ślubowanie poselskie złożył 5 maja 2010. W wyborach w 2011 bezskutecznie ubiegał się o reelekcję. 12 grudnia 2011 został powołany na stanowisko podsekretarza stanu w Ministerstwie Rozwoju Regionalnego. 28 listopada 2013 został podsekretarzem stanu w Ministerstwie Infrastruktury i Rozwoju.
W 2015 ponownie wystartował z ramienia PO do Sejmu. W listopadzie tego samego roku zakończył pełnienie funkcji wiceministra.
12 września 2016 został powołany na członka zarządu województwa pomorskiego, pełnił tę funkcję do 26 listopada 2018. W 2019 objął stanowisko przewodniczącego Rady Gdańskiego Uniwersytetu Medycznego; powoływany następnie na kolejne kadencje. Był członkiem zarządu Międzynarodowych Targów Gdańskich, funkcję tę pełnił do 2024. Następnie objął stanowisko prezesa zarządu Gdańskiej Agencji Rozwoju Gospodarczego.

## Odznaczenia
- Odznaka Honorowa za Zasługi dla Samorządu Terytorialnego (2015)[13].
- Komandor z Gwiazdą Orderu Zasługi (Norwegia, 2012)[14]